# Бистриця (притока Лютянки)
Бистриця — річка в Україні, у Великоберезнянському районі Закарпатської області. Ліва притока Лютянки (басейн Дунаю).

## Опис
Довжина річки приблизно 8 км.

## Розташування
Бере початок на південному заході від Лютянської Голиці. Тече переважно на північний захід і на північному сході від Чорноголови впадає в річку Лютянку, ліву притоку Ужа.